# پروازها
پروازها (عنوان اصلی (به لهستانی:  Bieguni) (به انگلیسی: Flights) (به فارسی: گریزها)یک رمان نوشته نویسنده لهستانی اولگا توکارچوک است. این رمان در اصل به زبان لهستانی منتشر و سپس توسط جِنِفر کرافت به زبان انگلیسی ترجمه شد. این رمان در سال ۲۰۱۸ موفق به کسب جایزه جهانی من بوکر شد. اولگا توکارچوک اولین لهستانی است که برنده جایزه جهانی من بوکر شده‌است. پروازها اولین رمان این نویسنده است که به زبان انگلیسی ترجمه شده‌است.